# Christian-Nehls-Klasse
Die Christian-Nehls-Klasse ist eine ab 2016 in Dienst gestellte Serie von vier Eisbrechern für die Hamburg Port Authority.
Die Neubauten wurden als Ersatz für ältere Einheiten bei der Lauenburger Hitzler Werft in Auftrag gegeben. Sie sollen bis zu 35 Zentimeter dickes Eis brechen können und die Schifffahrt im Hamburger Hafen auch im Winter sicherstellen. In der eisfreien Zeit können sie darüber hinaus als Hafenschlepper und für Transportaufgaben eingesetzt werden. Angetrieben werden die Eisbrecher von einem MAN Dieselmotor des Typs 2842LE412, der mit 588 kW auf einen vierflügeligen Festpropeller wirkt.

## Einheiten
Die ersten beiden Schiffe, Christian Nehls und Johann Reinke, sind am 15. Dezember 2015 im Hamburger Hafen eingetroffen und wurden am 22. Januar 2016 offiziell in Dienst gestellt.
- Die Christian Nehls wurde von Anke Harnack getauft und nach Christian Nehls, einem ehemaligen Wasserbaudirektor in Hamburg, benannt.  Das Schiff ersetzt den 1955 gebauten Schlepper mit gleichem Namen.[3]
- Taufpatin der Johann Reinke ist Karin Chrappek, eine Mitarbeiterin der Hamburg Port Authority. Benannt ist das Schiff nach Johann Theodor Reinke (1749–1825), einen ehemaligen Hamburger Strom- und Kanalbaudirektor. Die Johann Reinke ersetzt die 1961 gebaute Hafenbau 2.[3]
- Die  Hugo Lentz wurde am 22. März 2017 von Schauspielerin Sanna Englund getauft. Das Schiff ist nach dem preußischen Marine-Ingenieur Hugo Lentz benannt.[4]
- Die  Johannes Dalmann wurde am 22. März 2017 von Martina Stülten, einer Mitarbeiterin der Hamburg Port Authority, getauft.[4] Johannes Dalmann war Wasserbaudirektor in Hamburg.